# Bir Ḥimā
Bir Ḥimā (em árabe: بئر حما) é um sítio arqueológico de arte rupestre situado na província de Najrã, no sudoeste da Arábia Saudita e a cerca de 200 quilômetros ao norte da cidade de Najrã. Um antigo sítio do paleolítico e neolítico, o Complexo de Bir Ḥimā abriga vestígios materiais do período de 7.000 a 1.000 a.C. Bir Ḥimā abriga numerosas fontes aquíferas com exemplares semelhantes do norte da Arábia ao Iêmen.
Em julho de 2021, a região foi designada como parte do Patrimônio Mundial da UNESCO na Arábia Saudita como Área Cultural de Ḥimā.

## História
A história antiga da ocupação humana nesta região é creditada aos seus recursos de vida selvagem, água e terreno calcário. A arte rupestre da Arábia, que têm sido valorizada nos últimos anos, é considerada uma das mais ricas do mundo, juntamente com outros exemplares encontrados na Austrália, Índia e África do Sul. A área foi explorada pela expedição Philby-Ryckmans-Lippen de 1951 e publicada por E. Anati (1969–72). Quando foi observado que as imagens nas rochas foram inscritas com inserção na formação de arenito datado de 300-200 a.C. Sua rica herança de petróglifos chamou a atenção do Departamento de Antiguidades da Arábia Saudita somente após 1976, quando Jubbah e outros locais foram investigados. Um dos membros da expedição que investigava esta forma de arte encontrou um local a oeste dos antigos poços de Bir Ḥimā, onde registrou 250 imagens.

## Elementos
Bir Ḥimā, que é um antigo sítio paleolítico e neolítico, fica ao norte de Najrã, sendo categorizado como um sítio do Paleolítico Inferior ou Olduvaiense. Além de petróglifos, ferramentas de escultura usadas para esta obra de arte (na forma de ferramentas de picagem ou seixos) também foram encontradas aquelas feitas de materiais como quartzito, andesito e sílex. As imagens parecem ter sido inscritas com ferramentas de bronze. Os petróglifos observados - quando encontrados inicialmente na década de 1950 - consistiam em representações de punhais, espadas, arcos com flechas, foice e bastões de arremesso. Essas representações foram interpretadas como simbólicas do animismo espiritual.
Bir Ḥimā como parte de Najrã é um considerado um tesouro de petróglifos, eclipsado apenas pelos encontrados na região de Jubba. Uma centena de locais foram identificados. Na área de Najrã, foram registradas cerca de 6.400 ilustrações humanas e de animais que incluem mais de 1.800 camelos e 1.300 representações humanas. Além de representações de humanos e animais, as inscrições também revelam a figura de Dunaas, um monarca himiarita que dominou a região no século VI a.C. Milhares de inscrições também foram encontradas, em várias escritas, incluindo o alfabeto al-musmad, aramaico-nabateu, arábico meridional, grego e islâmico sagrado.

## Galeria

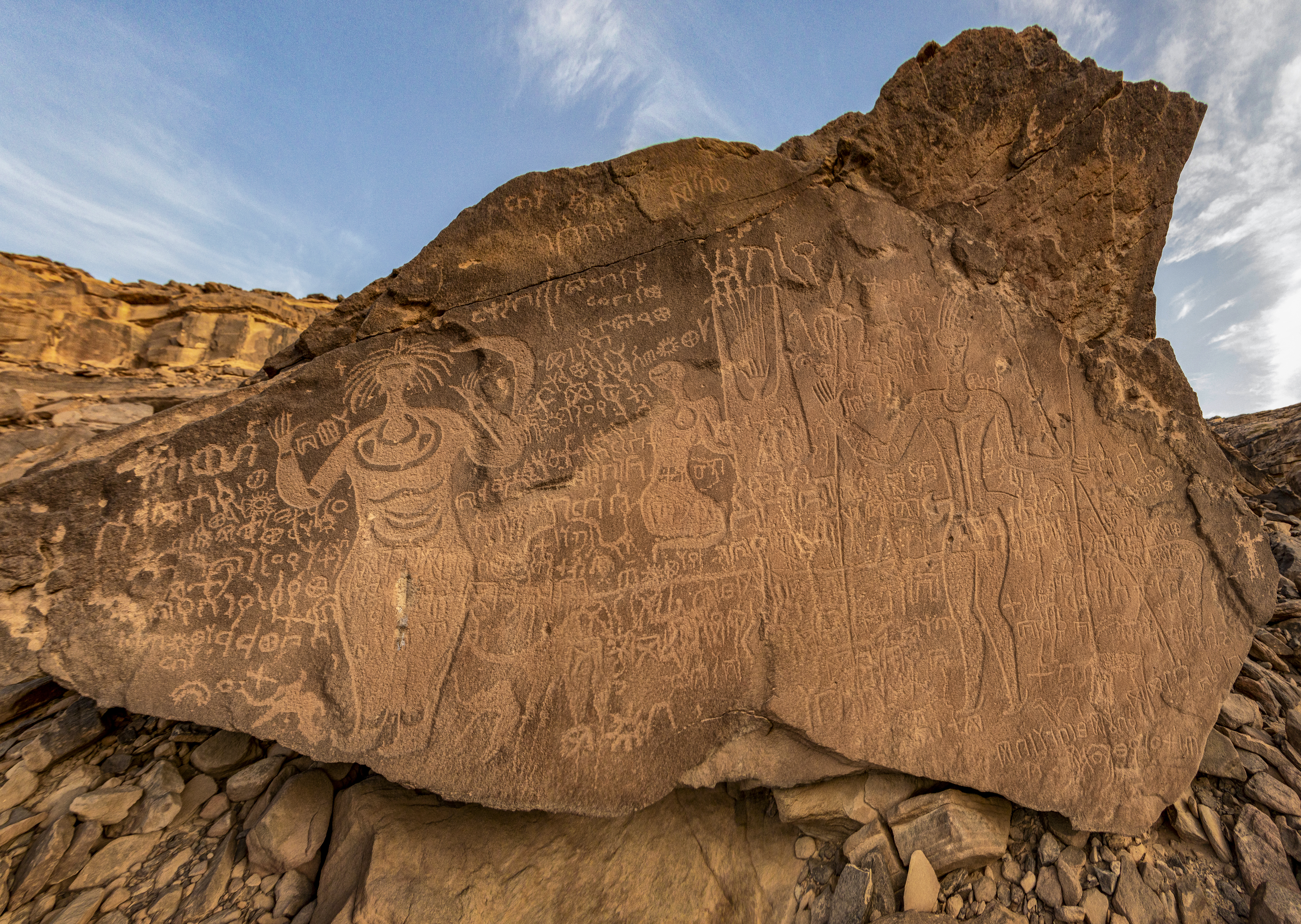
Inscrição "Os Dançarinos".
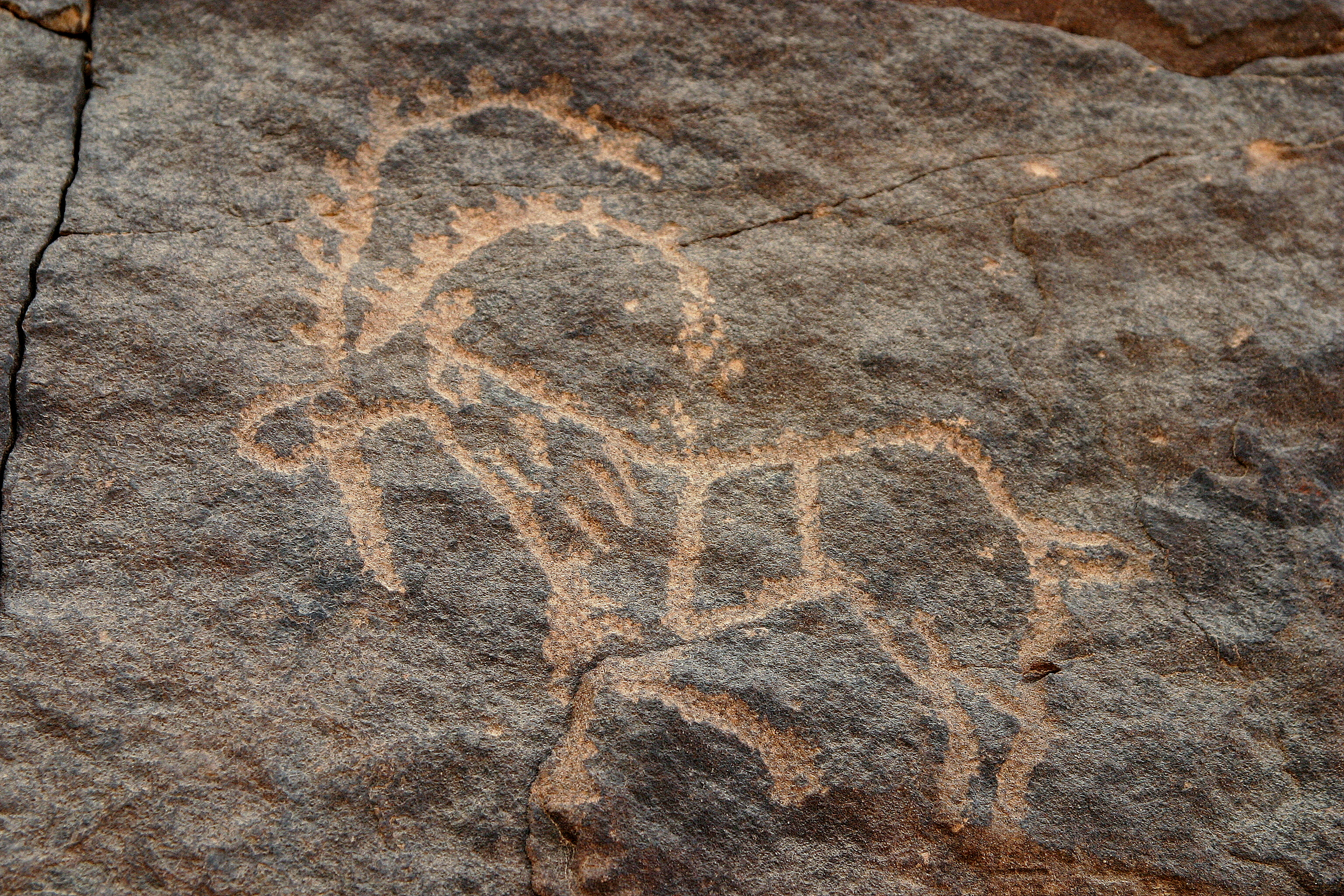
Petróglifo em Bir Ḥimā.
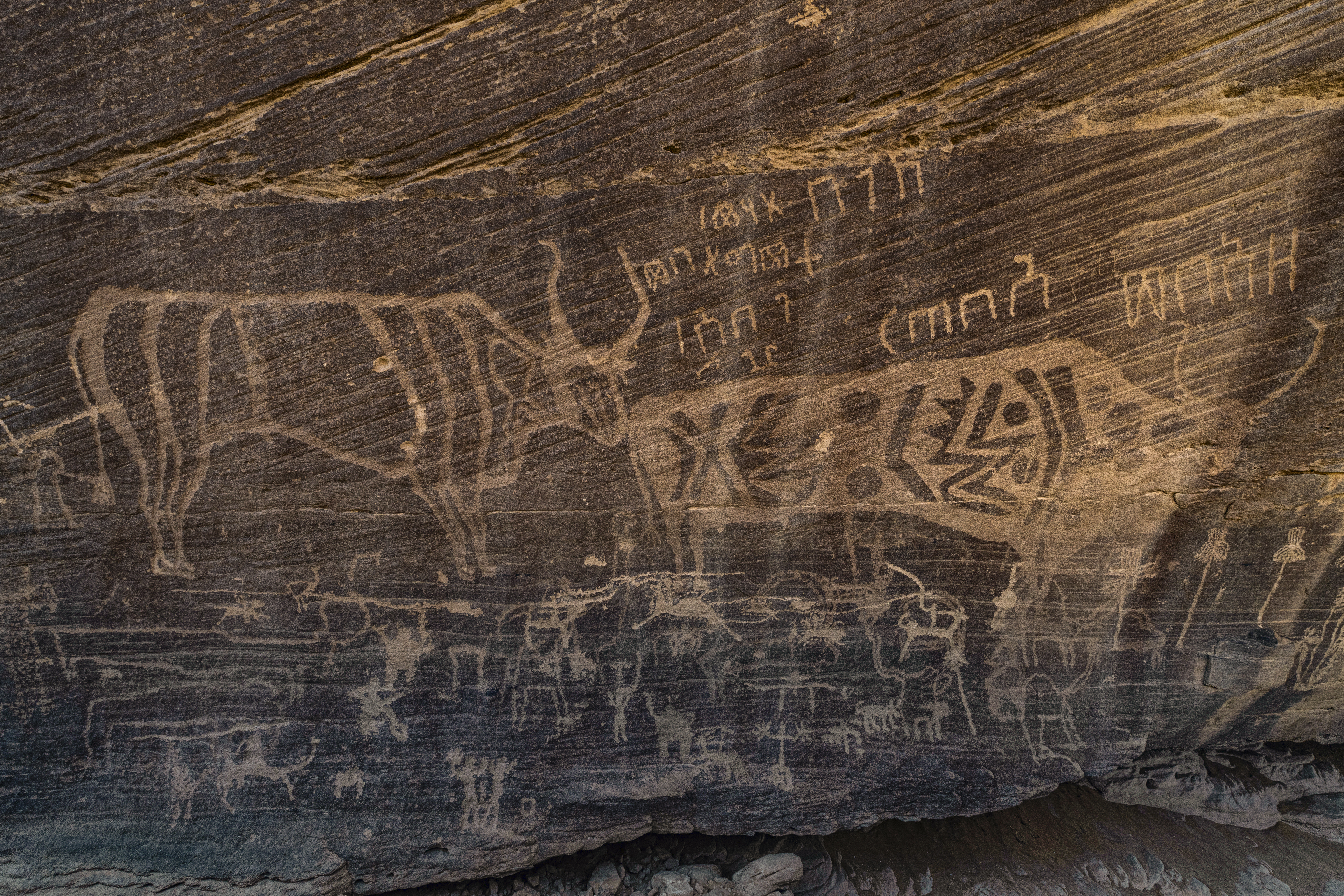
Inscrições de Minshaf.
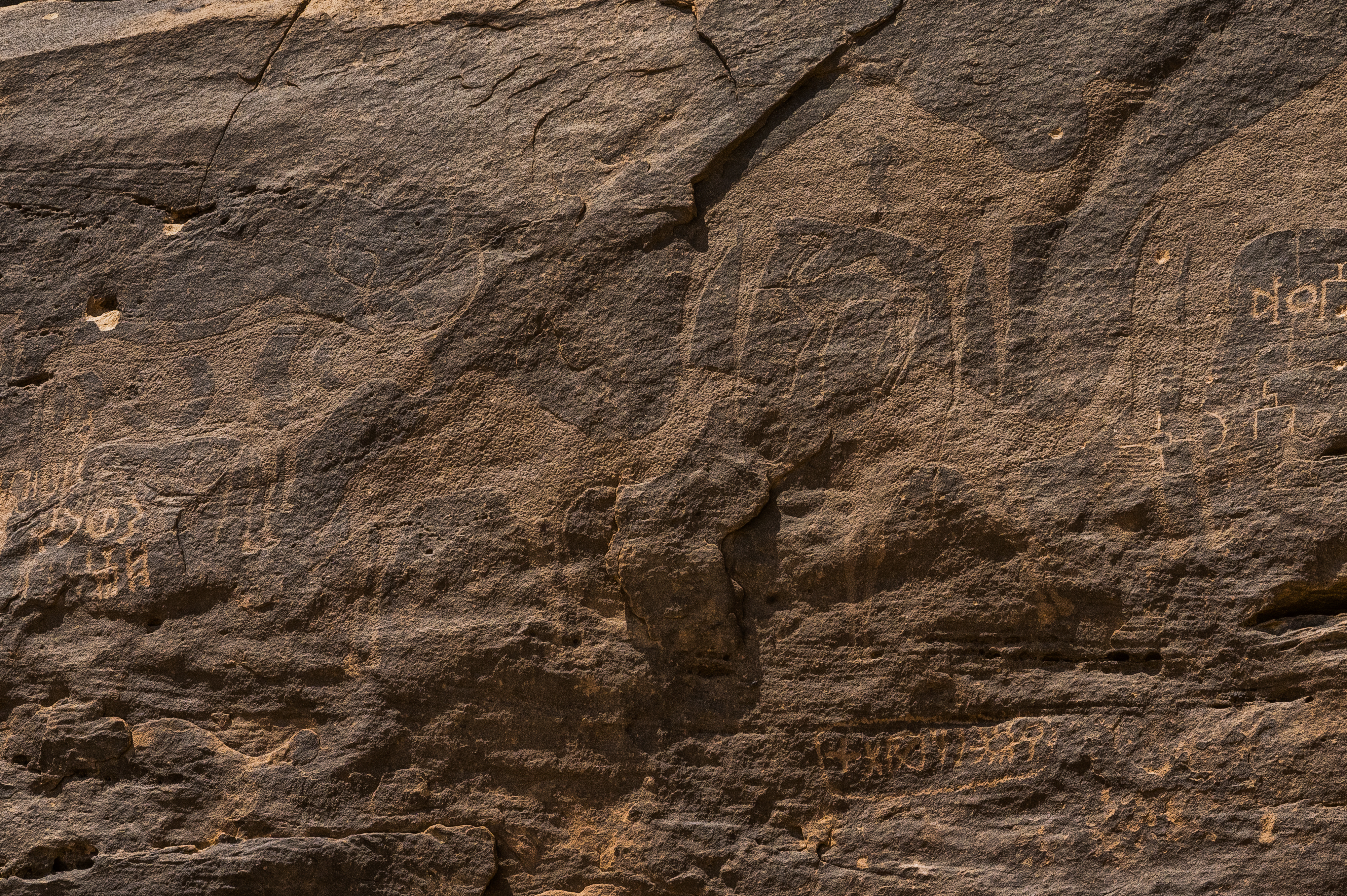
Inscrição de Shasaa.
Inscrições na Montanha de Ḥimā.